# Sophronius von Jerusalem

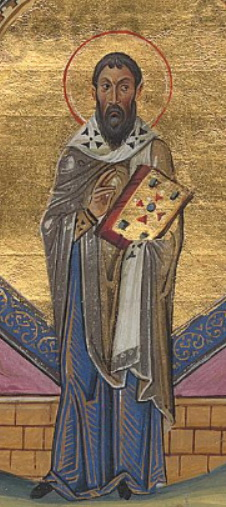
Sophronius von Jerusalem

Sophronius (* 560 in Damaskus; † 11. März 638 (?) in Jerusalem) war Patriarch von Jerusalem von 634 bis zu seinem Tod. Bevor er diesen Bischofssitz einnahm, war er Mönch und als Theologe einer der Hauptvertreter der orthodoxen Lehre (im Sinne des Konzils von Chalcedon von 451) in der Kontroverse über die Natur Jesu und dessen Willensakte.

## Leben
Er war zunächst ein Lehrer der Rhetorik und wurde um 580 ein Asket in Ägypten, worauf er in das Kloster von St. Theodosius bei Bethlehem eintrat. Er reiste zu einigen Zentren der monastischen Kultur in Kleinasien, Ägypten und Rom. Dabei begleitete er den byzantinischen Chronisten Johannes Moschus, der ihm eine Abhandlung über das religiöse Leben namens Leimõn ho Leimõnon („die geistige Aue“) widmete. Nach dem Tode von Moschus in Rom 619 brachte Sophronius den Leichnam zum Begräbnis zurück nach Jerusalem. Er reiste nach Alexandria und nach Konstantinopel im Jahr 633, um den dortigen Patriarchen zu bewegen, den Monotheletismus abzulegen, eine Lehre, die einen einheitlichen göttlichen Willen in Christus annahm und zugleich dessen menschliche Wahlfreiheit ausschloss. Sophronius Schriften zu dieser Frage sind verloren.
Obwohl er mit diesem Bemühen erfolglos war, wurde Sophronius 634 zum Patriarchen von Jerusalem gewählt. Bald nach seiner Einsetzung sandte er einen synodalen Brief an Papst Honorius I. und an die östlichen Patriarchen, in dem er den orthodoxen Glauben an zwei Naturen in Christus, nämlich eine menschliche und eine göttliche, gegenüber dem Monotheletismus vertrat, den er für eine subtile Form des häretischen Monophysitismus ansah. Er verfasste darüber hinaus ein Florilegium von rund 600 Texten der griechischen Kirchenväter, um die Position des Dyotheletismus zu untermauern. Auch dieses Werk ist nicht erhalten.
In seiner Weihnachtspredigt von 634 war Sophronius vor allem darum bemüht, die Geistlichkeit auf seiner Linie zu halten, und gab nur einige unspezifische Warnungen über den Vormarsch der Araber in Palästina, wobei er erwähnte, dass die Araber Bethlehem eingenommen haben. Er starb kurz nach dem Fall von Jerusalem im Jahr 637, nachdem er noch die Anerkennung der (allerdings beschränkten) bürgerlichen und religiösen Freiheiten der Christen im Gegenzug zu Tributzahlungen ausgehandelt hatte – eine Abmachung, die wohl irrtümlicherweise auf den mutmaßlich späteren sog. Pakt von Umar zurückgeführt wird. Der Kalif Umar soll dabei selbst nach Jerusalem gekommen sein und traf sich mit dem Patriarchen an der Kirche des heiligen Grabes. Sophronius lud ihn ein, dort zu beten, aber Umar lehnte ab, da er fürchtete, den Status der Kirche als christlichen Tempel zu gefährden. Als Grund für diese freundliche Aufnahme wird berichtet, dass gemäß biblischer Prophezeiungen ein demütiger, aber gerechter und machtvoller Mann auf einem Esel kommen werde, der sich als ein Beschützer der Christen von Jerusalem erweisen solle.
Die Umstände seines Todes sind unklar. Ein lateinischer Text, das Leiden der 60 Märtyrer von Gaza, legt nahe, dass er von den neuen Herrschern hingerichtet wurde, da er die 60 in Gaza gefangenen byzantinischen Soldaten überzeugt haben soll, nicht um des Lebens willen zum Islam zu konvertieren.

## Werke
Neben Polemiken finden sich in Sophronius Werken Schriften über die Märtyrer Cyrus und Johannes von Alexandria in Dankbarkeit über die Wiedererlangung seiner schwindenden Sehkraft. Er schrieb auch 23 anakreontische Gedichte über Themen wie die arabische Belagerung von Jerusalem und liturgische Feiern. Seine Gedichte 19 und 20 scheinen vom Heimweh nach der heiligen Stadt zu handeln. Die Reihenfolge der beiden Gedichte ist wohl vertauscht worden; in der richtigen Reihenfolge beschreiben sie einen vollständigen Rundgang durch die bedeutendsten Heiligtümer von Jerusalem am Ende des sechsten Jahrhunderts, das als goldene Zeit der Christenheit im heiligen Land gilt. Erwähnt werden die Tore von Jerusalem, der Ort der Höllenfahrt Jesu, der Fels des Kreuzes, die Konstantinische Basilika, der Berg Zion, das Praetorium, Maria Probatica und Getsemani (in 20), ferner der Ölberg, Bethanien und Bethlehem (in 19).
Einige der Texte sind im griechischen Original gedruckt in Jacques Paul Migne (Hrsg.), Patrologia Graeca, Band 87 c.